# El Crítico como Artista
El Crítico como Artista  es un ensayo de Oscar Wilde que contiene las declaraciones más completas sobre su filosofía estética. Es un diálogo en dos partes, de lejos, el más extenso incluido en su colección de ensayos titulada Intenciones publicada en mayo de 1891. Es una versión ampliamente revisada de artículos que aparecieron por primera vez en los números de julio y septiembre de 1890 de la revista literaria The Nineteenth Century, titulada originalmente La verdadera función y valor de la crítica. El ensayo es una conversación entre el personaje principal, Gilbert, y Ernest, cuya importancia estriba en sugerir ideas que Gilbert rechace.

## Argumento
El ensayo pretende desbaratar la distinción entre arte y crítica tan estimada por artistas y críticos tales como Matthew Arnold o James Abbott McNeill Whistler - sólo el espíritu crítico posibilita cualquier creación artística de modo absoluto, mientras que la crítica es independiente del objeto que critica y no está necesariamente sujeta al mismo. El ensayo aboga por la vida contemplativa frente a la vida activa. Según Gilbert, el principio científico sobre la herencia demuestra que nunca somos menos libres ni tenemos más ilusiones que cuando tratamos de actuar con un propósito consciente en mente. La contemplación crítica se guía por el sentido estético consciente, así como por el alma. El alma es más sabía que nosotros, es la experiencia de la raza concentrada, revelada por la imaginación. La crítica está por encima de la razón, la sinceridad y la imparcialidad; es necesariamente subjetiva. Por ello es por lo que, cada vez más, el futuro como tema pertenece a crítica y no a la creación y la necesidad de imponer una forma al caos aumenta constantemente. Es la crítica más que la simpatías emocional, la ética abstracta o ventajas comerciales lo que nos hará cosmopolitas y servirá como base de la paz.